# 安德鲁·霍奇斯
安德鲁·霍奇斯（/ˈhɒdʒɪz/，HOJ-iz，1949年—）是一位英国数学家和作家，牛津大學瓦德漢學院研究员，主要作品有《艾伦·图灵传：如谜的解谜者》（Alan Turing: The Enigma）等。